# 30e brigade de fusiliers motorisés de la Garde
Pour les articles homonymes, voir 30e brigade.
Pour la 30e brigade de fusiliers motorisés de la Seconde Guerre mondiale, voir 248e régiment de fusiliers motorisés de la Garde.
La 30e brigade de fusiliers motorisés de la Garde (en russe : 30-я гвардейская мотострелковая бригада), de son nom complet la 30e brigade indépendante de fusiliers motorisés de la Garde (en russe : 30-я отдельная гвардейская мотострелковая бригада, abrégé 30 омсбр), est une unité de fusiliers motorisés des forces terrestres russes (numéro d'unité militaire 45863).
La formation fait partie de la 2e armée combinée de la Garde du district militaire central et est basée à Rochtchinski, dans l'oblast de Samara.

## Histoire
La brigade est formée le 30 novembre 2016 dans le cadre de la 2e armée de la Garde du district militaire central. La formation a pris la place de la 23e brigade de fusiliers motorisés de la Garde, remplacée pour former la 3e division de fusiliers motorisés stationnée dans les régions de Belgorod et de Voronezh.
Une caractéristique de la brigade résulte dans l'équipement de certaines unités de combat avec des véhicules UAZ Patriot afin d'augmenter la maniabilité. La formation est équipée uniquement de véhicules à roues tels que BTR-82A, R-149MA1, Ural-4320,, et des équipements tels que le ZU-23 et le BM-21 Grad.

### Guerre russo-ukrainienne
Lors de l’invasion russe de l'Ukraine à partir d'avril 2022, la 30e brigade est engagée dans la bataille de Sievierodonetsk. En mai 2023, elle mène des opérations offensives dans les environs de Makiïvka, au nord de l'oblast de Lougansk. L'unité passe sur la défensive le 7 juillet 2023, lorsqu'elle est attaquée par les forces ukrainiennes sur la ligne de front de Karmazinivka-Krasnoritchenske (à une dizaine de kilomètres au sud-ouest de Svatove). En janvier 2024, la brigade opère dans les environs de Novobakhmutivka (au nord d'Avdiïvka), dans l'oblast de Donetsk. Le 7 février 2024, des soldats des 30e et 114e brigades atteignent le village de Zaliznychne lors de la bataille d'Avdiïvka.
Le 23 avril 2024, la brigade parvient presque à obtenir une percée à l'ouest d'Avdiïvka : constatant que les forces de la 115e brigade mécanisée n'ont pas relevé sur la ligne de front celles de la 47e brigade, elles lancent un assaut qui menace de percer le front devant Pokrovsk. Les forces de la 47e brigade font demi-tour et, renforcées par celles de la 100e brigade mécanisée, parviennent à stopper l'avancée russe avant que la situation ne dégénère,.
Le 31 juillet 2024, par décret du président de la fédération de Russie, la brigade reçoit le titre honorifique d'unité de la « Garde ».